# Leptopelis parkeri
Espèce
Synonymes
- Leptopelis martiensseni Ahl, 1929

Statut de conservation UICN

 EN B1ab(iii) : En danger
Leptopelis parkeri est une espèce d'amphibiens de la famille des Arthroleptidae.

## Répartition
Cette espèce est endémique de Tanzanie. Elle se rencontre de 200 à 2 000 m d'altitude dans les monts Usambara, Udzungwa, Nguru, Uluguru et Pare.

## Description

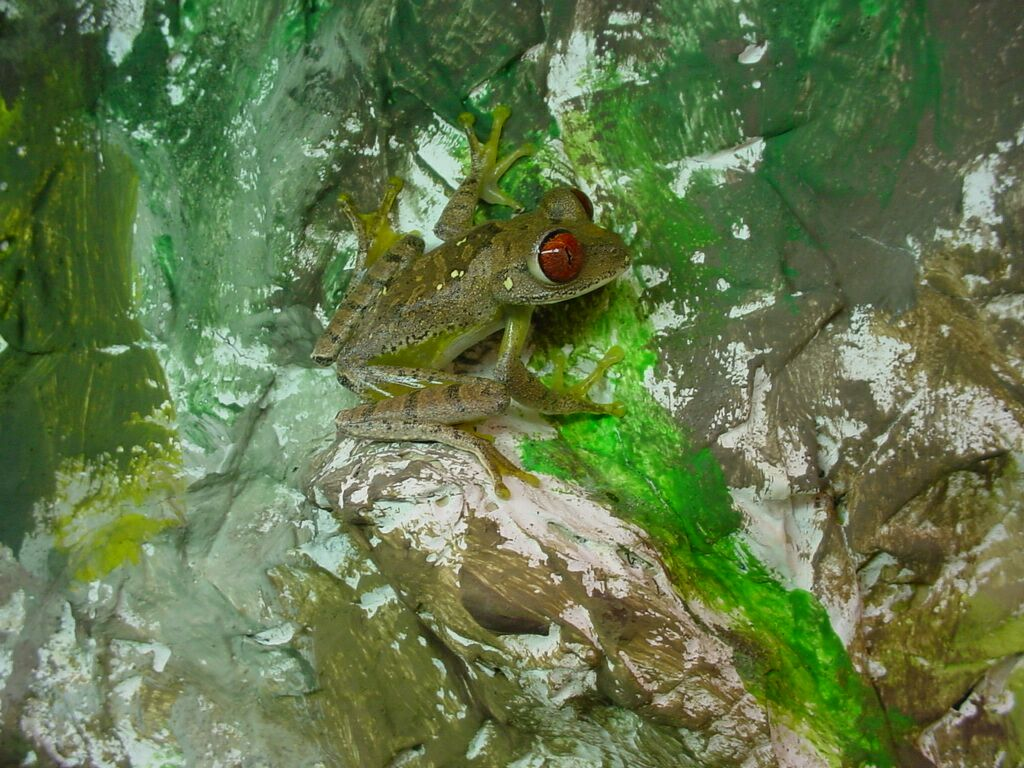
Leptopelis parkeri

Les mâles mesurent de 34 à 43 mm et les femelles jusqu'à 56 mm.

## Étymologie
Cette espèce est nommée en l'honneur de Hampton Wildman Parker.

## Publication originale
- Barbour & Loveridge, 1928 : A comparative study of the herpetological faunae of the Uluguru and Usambara Mountains, Tanganyika Territory with descriptions of new species. Memoirs of the Museum of Comparative Zoology, Cambridge, Massachusetts, vol. 50, no 2, p. 87-265 (texte intégral).